# École nationale supérieure d’électronique, informatique, télécommunications, mathématique et mécanique de Bordeaux
Die École nationale supérieure d’électronique, informatique, télécommunications, mathématique et mécanique de Bordeaux (ENSEIRB-MATMECA) ist eine französische Ingenieurhochschule, die 1920 gegründet wurde.
Die Hochschule bildet Ingenieure mit einem multidisziplinären Profil aus, die in allen Bereichen der Industrie und des Dienstleistungssektors arbeiten.
Sitz der ENSEIRB-MATMECA ist Bordeaux. Die Schule ist Mitglied der Bordeaux INP.